# Brejo (Brasil)
Brejo, municipio del estado del Maranhão (Brasil). Su población en 2010 es de 33.314 habitantes.